# Carl Christiansson (jurist)
Carl Adolf Christiansson, född 25 september 1866 i Östra Vingåkers församling, Södermanlands län, död 9 mars 1949 i Hedvig Eleonora församling, Stockholm
, var en svensk jurist.
Christiansson, som var son till kontraktsprost Adolf Christiansson och Berta Indebetou, avlade hovrättsexamen i Uppsala 1892, blev tillförordnad revisionssekreterare 1906, häradshövding i Östernärkes domsaga 1908 och var justitieråd 1910–1936.